# Primera División Uruguaya 1971
Il campionato era formato da dodici squadre e il Nacional vinse il titolo.

## Prima fase
| Pos. | Squadra           | G  | V  | N  | P  | GF | GS | Punti |
| ---- | ----------------- | -- | -- | -- | -- | -- | -- | ----- |
| 1    | Nacional          | 22 | 12 | 8  | 2  | 42 | 17 | 32    |
| 2    | Peñarol           | 22 | 13 | 6  | 3  | 40 | 23 | 32    |
| 3    | Liverpool         | 22 | 10 | 9  | 3  | 31 | 16 | 29    |
| 4    | Bella Vista       | 22 | 10 | 7  | 5  | 28 | 19 | 27    |
| 5    | Danubio           | 22 | 10 | 5  | 7  | 24 | 25 | 25    |
| 6    | Cerro             | 22 | 6  | 8  | 8  | 26 | 36 | 20    |
| 7    | River Plate       | 22 | 4  | 12 | 6  | 18 | 22 | 20    |
| 8    | Defensor          | 22 | 6  | 8  | 8  | 14 | 18 | 20    |
| 9    | Huracán Buceo     | 22 | 6  | 5  | 11 | 27 | 30 | 17    |
| 10   | Sud América       | 22 | 3  | 10 | 9  | 20 | 27 | 16    |
| 11   | Racing Montevideo | 22 | 3  | 7  | 12 | 23 | 44 | 13    |
| 12   | Central           | 22 | 2  | 9  | 11 | 21 | 37 | 13    |

G = Partite giocate; V = Vittorie; N = Nulle/Pareggi; P = Perse; GF = Goal fatti; GS = Goal subiti; 

### Gruppo per il titolo
| Pos. | Squadra       | G | V | N | P | GF | GS | Punti |
| ---- | ------------- | - | - | - | - | -- | -- | ----- |
| 1    | Nacional      | 5 | 3 | 2 | 0 | 10 | 6  | 8     |
| 2    | Peñarol       | 5 | 3 | 1 | 1 | 11 | 7  | 7     |
| 3    | Liverpool     | 5 | 2 | 1 | 2 | 7  | 5  | 5     |
| 4    | Huracán Buceo | 5 | 1 | 3 | 1 | 6  | 9  | 5     |
| 5    | Danubio       | 5 | 0 | 3 | 2 | 2  | 4  | 3     |
| 6    | Bella Vista   | 5 | 0 | 2 | 3 | 7  | 12 | 2     |

G = Partite giocate; V = Vittorie; N = Nulle/Pareggi; P = Perse; GF = Goal fatti; GS = Goal subiti; 

### Gruppo per la retrocessione
| Pos. | Squadra           | G | V | N | P | GF | GS | Punti |
| ---- | ----------------- | - | - | - | - | -- | -- | ----- |
| 1    | Central           | 5 | 3 | 2 | 0 | 10 | 4  | 8     |
| 2    | Cerro             | 5 | 2 | 2 | 1 | 11 | 9  | 6     |
| 3    | River Plate       | 5 | 2 | 2 | 1 | 9  | 7  | 6     |
| 4    | Sud América       | 5 | 3 | 0 | 2 | 7  | 4  | 6     |
| 5    | Defensor          | 5 | 1 | 1 | 3 | 5  | 9  | 3     |
| 6    | Racing Montevideo | 5 | 0 | 1 | 4 | 4  | 13 | 1     |

G = Partite giocate; V = Vittorie; N = Nulle/Pareggi; P = Perse; GF = Goal fatti; GS = Goal subiti; 

## Classifica marcatori
| Gol |  |  | Giocatore   | Squadra  |
| --- |  |  | ----------- | -------- |
| 16  |  |  | Luis Artime | Nacional |